# Microbriza
Microbriza là một chi thực vật có hoa trong họ Hòa thảo (Poaceae).

## Loài
Chi Microbriza gồm các loài: